# Kelty Hearts Football Club
El Kelty Hearts Football Club es un club de fútbol de Escocia, con sede en Kelty. Fue fundado en 1975 y compite en la Scottish League One, tercera categoría del fútbol escocés.

## Historia
Fue fundado en el año 1975 en la ciudad de Kelty en Fife originalmente como un equipo de categoría menor.
En diciembre de 2017 el club es admitido en la Asociación de Fútbol de Escocia, con lo que era elegible para jugar en la Copa de Escocia y en torneos nacionales.
En 2021 logra el ascenso a la Scottish League Two, con lo que juega por primera vez a nivel nacional.

## Palmarés

### Torneos nacionales
- Cuarta División de Escocia (1): 2021-22